# Ся Цзя
Ся Цзя (кит. 夏笳, пиньинь Xià Jiā, настоящее имя Ван Яо — кит. 王瑶, пиньинь Wáng Yáo; род. 2 июня 1984, Сиань, Шэньси, КНР) — китайская писательница, автор произведений в жанрах научной фантастики и фэнтези, лауреат нескольких китайских премий. После получения докторской степени по сравнительному литературоведению и всемирной литературе на факультете китайского языка Пекинского университета в 2014 году, преподает китайскую литературу.
Ся Цзя завоевала восемь премий «Иньхэ» за китайскую научную фантастику («Галактика» (кит. 银河奖), шесть премий «Синъюнь» за научную фантастику и фэнтези на китайском языке (кит. 星云獎).
Ее рассказы публиковались в журналах Nature, Clarkesworld Magazine, Year's Best SF, SF Magazine, а также во влиятельном китайском научно-фантастическом журнале «Мир научной фантастики» (кит. 科幻 世界). Помимо произведений, написанных на китайском и английском языках, ее произведения переведены на чешский, французский, немецкий, итальянский, японский и польский языки.

## Биография
В 2002 году она поступила на физфак Пекинского университета, где специализировалась на изучении атмосферных явлений. Позднее изучала кинематограф в Китайском университете коммуникаций, где в 2006 году получила степень магистра истории кино. Дипломная работа Ван Яо была посвящена изучению женских персонажей в научно-фантастических фильмах. В студенческие годы Ван начала писать научно-фантастические произведения. В апреле 2004 года в главном китайском ежемесячном научно-фантастическом журнале «Мир научной фантастики» (кит. 科幻 世界) был напечатан ее дебютный рассказ «Бутылка для демонов» (кит. 关妖精的瓶子), удостоенный Китайской национальной премии «Галактика».
Это вымышленное произведение, в котором ученому Джеймсу Клерку Максвеллу (1831-1879) демон предлагает сделку, подобно Фаусту, вызвало споры критиков о том, можно ли вообще называть его научной фантастикой. История настолько погрязла в анекдотах из истории науки и буквальных интерпретациях известных мысленных экспериментов, что требует большого количества сносок для объяснения некоторых шуток внутри рассказа. Однако это, по-видимому, во многом соответствует классической дидактической традиции китайской научной фантастики, создающей историю, фантастические элементы которой являются всего лишь векторами для передачи информации о жизни и творчестве таких выдающихся личностей, как Архимед, Альберт Эйнштейн, Эрвин Шредингер и сам Максвелл.
Дальнейшие работы отражали ее личный академический путь от точных наук к стихии творчества. Ее первой книгой стал цикл рассказов «Цзючжоу Нилюй»九州•逆旅«В дороге: Одиссея китайского фэнтези» (2009), часть серии фэнтези «Цзючжоу в общей вселенной» . Рассказ «Бай Гуй Е Син Цзе» (百鬼夜行街, август 2010, Science Fiction World, перевод на английский выполнил писатель-фантаст Кен Лю под названием «Сегодня вечером парад сотни призраков», февраль 2012, журнал Clarkesworld ) — гораздо более тонкое и зрелое произведение, в котором глазами ребенка показана жизнь внутри того, что на первый взгляд кажется призрачным замком, напоминающим китайские истории о привидениях, но постепенно оказывается заброшенным тематическим парком далекого будущего, населенным симулякрами киборгов. Рассказ был номинирован на премию  «Переводчик научной фантастики и фэнтези» 2013 года, объявленной на Liburnicon 2013, проходившей в Опатии, Хорватия, с 23 по 25 августа 2013 года, и получил почетное упоминание на церемонии.
В июне 2015 года рассказ Ся Цзя «Давайте поговорим» (让我们说说话) был опубликован в журнале Nature, 522, 122. Как одна из первых китайских писательниц-фантастов, публиковавшихся в журнале Nature, Ся Цзя получила международную известность среди поклонников научной фантастики по всему миру.
В 2016 году Ся Цзя получила премию «Иньхэ» за произведение «Спокойной ночи, меланхолия». В 2020 году его перевод был опубликован на русском языке в антологии «Сломанные звезды. Новейшая китайская фантастика».

## Исследовательская деятельность и работа в кино
Ся Цзя занимается исследованиями китайской научной фантастики. Во время обучения в аспирантуре ее научным руководителем была известная культуролог Дай Цзиньхуа, профессор Института сравнительного литературоведения и культурологии Пекинского университета. Под ее руководством Ся Цзя начала изучать и научно-фантастические фильмы, а однажды сняла экспериментальный научно-фантастический фильм «Парапакс» (2007), в котором главная героиня (ее играла сама Ся Цзя) предстает в трех личностях в своих параллельных вселенных .